# Les Voyages du fils
 (avril 2011).
Si vous disposez d'ouvrages ou d'articles de référence ou si vous connaissez des sites web de qualité traitant du thème abordé ici, merci de compléter l'article en donnant les références utiles à sa vérifiabilité et en les liant à la section « Notes et références ».
Les Voyages du fils est le troisième volume du Cycle des contrées de l'écrivain français Jacques Abeille. Paru en 2008, il consiste en un recueil de sept nouvelles dont trois auparavant inédites.

## Résumé
Dans l'Empire de Terrèbre, vingt ans après la destruction de la ville par les barbares et la mort du veilleur Barthélemy Lecriveur, événements décrit tous deux dans le deuxième roman du cycle, Le Veilleur du jour, le fils de Lécriveur, Ludovic Lindien, décide d'enquêter sur les origines de son père, par ailleurs amnésique.
Il se rend donc dans la province de l'Empire où prennent place les plus anciens souvenirs de son père, les Hautes Brandes, contrées montagneuse et forestière qui sépare l'Empire de Terrèbre des Jardins statuaires, et où vivent les sociétés tribales des bûcherons et des charbonniers. Chez les bûcherons, il découvre avec surprise le véritable Barthélemy Lécriveur, dont son père a usurpé l'identité après avoir perdu la raison ; logé dans la porcherie d'une femme qui s'en sers comme objet de plaisir, Laurent Barthe, de son vrai nom, retrouve la raison au fur et à mesure que le véritable Barthélemy Lécriveur la perd pour finir par prendre sa place dans la porcherie du village.
Poursuivant son enquête, le jeune homme apprend la raison de la folie de son père : une tentative de castration exercée par les charbonniers, châtiment prévu par la coutume pour avoir profané la cérémonie des lupercales forestières, où les filles de bûcherons sont livrées aux charbonniers.
Le mystère résolu, le jeune homme explore la région, où il découvre l'amour dans les bras de la mystérieuse tenancière de l'Auberge Verte, un lieu magique et hors du temps où il passe six mois sans s'en rendre compte, et dont l'arrachement brutal lui rend difficile le retour à une existence normale.
De retour à Terrèbre, Ludovic Lindien prend contact avec le notaire Pierre, ami de son père, lequel lui confie un manuscrit licencieux concernant son père et sa compagne Coralie Délimène, avec charge de le faire publier par l'imprimeur Saturnin Lassicope, sous la signature de l'oncle paternel du jeune homme, l'écrivain pornographe Léo Barthe. Vivant en parallèle à sa tâche une histoire d'amour avec une servante de l'auberge que tient sa mère, Ludovic Lindien rencontre son oncle, lequel lui livre les dernières pièces du puzzle sur le passé de son père, notamment la mission pour le compte de Terrèbre, pour laquelle les frères Barthe et le véritable Barthélemy Lécriveur ont été envoyés dans les Hautes Brandes. 
Le manuscrit publié sera Les Chroniques scandaleuses de Terrèbre, quatrième roman du Cycle des Contrées. Les Voyages du fils s'achève sur le décès de Léo Barthe.

## Composition du roman
Le livre se compose de sept nouvelles dont seules les trois dernières sont inédites, tandis que les autres ont été publiées en volumes indépendants chez plusieurs éditeurs: 
- Lettres de Terrèbre (Les Minilivres, 1995)
- L'Homme nu (Deleatur, 1986)
- Les Lupercales forestières (le Lézard, 1986)
- Les Champignons de sang (jointe à la précédente)
- L'Auberge verte
- Le Notaire et le typographe
- L'Oncle Léo